# 步凤镇
步凤镇，是中华人民共和国江苏省盐城市亭湖区下辖的一个乡镇级行政单位。

## 行政区划
步凤镇下辖以下地区：
前途社区、曙光社区、清恩社区、伍龙社区、板土社区、兆顺村、仁智村、新灶村、李坝村、伍港村、红升村、三龙村、新洼村、安龙村、友谊村、有权村、王姚村、烈士村、庆元村、元坎村、正丰村、南舍村、德喜村和蔡墩村。